# Красна Зоря (Белебеївський район)
Кра́сна Зоря (рос. Красная Заря, башк. Красная Заря) — присілок у складі Белебеївського району Башкортостану, Росія. Входить до складу Усень-Івановської сільської ради.
Населення — 39 осіб (2010; 50 в 2002).
Національний склад:
- татари — 70 %